# Arthur Lesieur Desaulniers
Pour l’article homonyme, voir Desaulniers.
Arthur Lesieur Desaulniers (9 février 1873-16 juillet 1954) est un marchand et homme politique fédéral et municipal du Québec.

## Biographie
Né à Louiseville dans la région de la Mauricie, Desaulniers entama sa carrière publique en servant en tant que maire Sainte-Anne-de-la-Pérade de 1913 à 1919 et comme administrateur du comté de Champlain en 1917.
Élu député des Libéraux de Laurier dans la circonscription fédérale de Champlain en 1917, il fut réélu député libéral en 1921, 1925 et en 1926. Il est défait par le conservateur Jean-Louis Baribeau.